# 欧州連合基本権憲章
欧州連合基本権憲章（おうしゅうれんごうきほんけんけんしょう）は、欧州連合の市民や域内の住民の政治的、社会的、経済的権利を法的に定める文書。2000年に起草、公布されたが、当初は法的拘束力を持つ文書ではなかった。しかしリスボン条約の発効により、欧州連合基本憲章は、他の欧州連合基本条約と同様に法的拘束力を持つこととなった。
本憲章のもとでは、欧州連合は憲章に沿って行動し、法令を制定しなければならず、また憲章に違反する欧州連合の法令に対して欧州連合司法裁判所はこれを無効と宣言する。本憲章は欧州連合の法令を執行しようとするさいの加盟国に対してのみ適用されるものであり、基本条約で与えられた範囲を超えるような形で欧州連合の権能を拡張するものではない。

## 背景
欧州経済共同体設立条約には基本権や人権に対する言及が含まれていなかった。同条約は欧州防衛共同体や欧州政治共同体の設立条約の発効が断念されたのちに起草されたものである。とくに欧州政治共同体設立条約は権利に関する規定を含んでいたものであり、この条約の失敗を踏まえて欧州経済共同体設立条約では政治的な要素を含めることを避けようとした。ところが欧州経済共同体設立条約が経済的な目的に徹したことで基本権についての施策を持たせないとする考えはまもなく試練を迎えることとなった。

### 判例
欧州経済共同体設立条約が発効すると、欧州経済共同体はその政策が経済的な目的を超えて波及していることから政治的な主体として存在するようになった。1964年、欧州司法裁判所は Costa v ENEL の案件で、共同体の法令は競合する加盟国の国内法に優先するという判断を下した。この判決は、加盟国政府は共同体において合意した事項を国内における競合措置を実施することで回避することができないどころか、共同体では加盟国の憲法における基本権規定による制限を受けずに法令を定めることができうるということさえも示すものであった。このような論点は1970年の裁判でも論争となり、ドイツの裁判所は共同体の法令がドイツ連邦共和国基本法に違反していると判示していた。しかしながらドイツの裁判所の判断に対し、欧州司法裁判所は、共同体法の適用は当該国の憲法にかなうものであるかに関わらないものである一方、基本権は「（共同体の）法の一般原則の不可分な部分」を構成するものであり、基本権との矛盾はヨーロッパの司法に対して訴訟を提起しえる根拠を構成すると判示した。
この判決において欧州司法裁判所は事実上、共同体の機関を拘束する不文の権利の原則を作り出した。裁判所の基本権に関する管轄が1977年に共同体の諸機関によって認められた、また欧州連合条約第 F 条（発効時）で基本条約にその効力が組み込まれたものの、欧州理事会が公式に欧州連合の基本権の法典化に着手することになったのは1999年のことであった。

### 公布
1999年、欧州理事会は基本権憲章を起草する「国家元首および政府首脳、欧州委員会委員長、ならびに欧州議会と国内議会の議員の代表で構成される組織」を設置することを提案した。これを受けて同年12月にこの「組織」は人権と基本的自由に関する欧州コンベンションとされた。
2000年10月2日にコンベンションは草案を採択し、同年12月7日に欧州議会、閣僚理事会、欧州委員会は本憲章を公布した。ところが同時に、憲章の法的地位を定めることについては先送りすることが決定された。それでも憲章は3つの主要機関の承認を受けるという政治的重要性を備えており、欧州司法裁判所も基本権の根拠としてたびたび用いていた。
発効が断念された欧州憲法条約では、憲章は修正が加えられたうえで欧州憲法条約の一部となるはずであった。欧州憲法条約の代替となるリスボン条約でも憲章は、基本条約に組み込まれるのではなく独立した文書としてではあるが、法的拘束力を持つことになっていた。ただしいずれの場合にせよ憲章は修正されることになっていた。

## 法的地位
2009年にリスボン条約が発効したことを受けて、基本権憲章は欧州連合基本条約と同等の地位を有するようになった。リスボン条約で示される憲章とは、リスボン条約の署名前日に同じ3つの機関が公布した、2000年の文書に修正を加えたものである。
憲章の第51条第1項において、本憲章は欧州連合の諸機関、欧州連合の法令によって設立された組織、そして欧州連合の法令を執行する場合における加盟国を対象としている。また欧州連合条約第6条と本憲章第51条第2項では、欧州連合の権能を拡張することを制限している。このため欧州連合は基本条約において定めがなければ、憲章で定められた権利を守るための法令を制定できないということになる。また問題となる加盟国が欧州連合の法令を執行していなければ個人は憲章における権利を守ることができないため、個人が加盟国を相手に訴訟を提起することができない。これはもっとも議論となった点である。
本憲章は欧州連合における最初の人権規定ではない。上述の欧州連合の法令の一般原則を解釈するにあたって欧州司法裁判所は従来から、そのような一般原則が加盟国に適用できるかどうかという案件を扱ってきた。Johnston v Royal Ulster Constabulary では、公正な手続きに対する権利は共同体の法令の一般原理であると判示し、また Kremzow v Austria  では、欧州司法裁判所は殺人に対する不当判決に関して加盟国が一般原理を適用しなければならないかどうかということを決めなければならなかった。この裁判で原告は、自らに対する不当判決とその判決文が欧州連合域内で自由に移動する権利を侵害しているという理由で、この裁判は欧州連合の法令の適用対象となると主張した。これに対して欧州司法裁判所は、原告が有罪とする法令は欧州連合の法令への適合が確保されるように制定されていないため、原告の主張は欧州連合の法令の対象から外れているとした。

### イギリス、チェコ、ポーランドに関する規定
リスボン条約の署名に先立って行なわれた協議で、ポーランドとイギリスは自国に対する基本権憲章の適用に関する議定書を付属させた。また2009年10月にはこの議定書について、次の加盟条約の発効でチェコに対してもその対象とするように修正することで合意した。
この議定書は2か条で構成されている。第1条第1項では、ポーランドとイギリスの国内における「法令、規則、行政規程」が憲章に整合しないということを両国の国内裁判所および欧州連合司法裁判所が判断することを除外している。まだ第1条第2項では、経済的および社会的権利についてうたっている憲章の第4編は司法判断適合性の権利を創出しないとしている。
これらの3か国が議定書を協議した理由は異なるものである。イギリスは憲章に法的拘束力を持たせると、市民が憲章で定める権利を主張しようと欧州司法裁判所に向かったり、またそれにかかる訴訟費用が増大したりするという結果を懸念して、憲章に法的拘束力を持たせるということに反対してきた。イギリスは断念された欧州憲法条約では憲章に法的拘束力を持たせることを許容していたが、リスボン条約での協議では憲章で欧州司法裁判所の権限がイギリスの国内法を超えることがないことを保障する議定書を求めた。
憲章が社会的な問題に関してリベラルな立場をとっているということに懸念を持っていたことから、2007年9月にポーランド政府はイギリスに対する議定書にポーランドもその対象にすることを望んだ。また2009年末、欧州連合加盟国の首脳らはチェコ大統領ヴァーツラフ・クラウスにリスボン条約への署名を納得させようと、チェコも対象とするように議定書を修正することを約束した。クラウスは以前から、憲章によって第二次世界大戦後にチェコ領から追放されたドイツ系民族が欧州連合司法裁判所に対して訴訟を提起するのではないかという懸念を表明していた。この問題の解決のためにリスボン条約で憲章の適用除外を求めていたのである。クラウスが求めていた議定書は最終的に提示されたものと関連性がなかったにもかかわらず、クラウスはリスボン条約に署名した。なお問題となったベネシュ布告が欧州連合司法裁判所で訴訟として扱われる余地は皆無であった。
議定書がどのような効果を持つのかという点についてはさまざまな議論がかわされている。主張には議定書はポーランドやイギリスに対する憲章の適用を除外するというものがある一方で、議定書は法的重要性を持たない、または限られているとする解釈的なものにすぎないという主張もある。

## 内容
憲章は7編54か条で構成されている。このうち前6編は尊厳、自由、平等、連帯、市民権、司法という見出しとともに実体的権利をうたっている。また第7編は憲章の解釈と適用についてうたっている。憲章の大部分は人権と基本的自由の保護のための条約、欧州社会憲章、欧州司法裁判所の判例、既存の欧州連合の法令の規定を基礎として作られている。
- 第1編「尊厳」は生存権の保障と拷問、奴隷、死刑の禁止、人間の完全性と優生学的処置、臓器売買、人間のクローン作製の禁止、をうたっている。憲章の第1条はドイツ連邦共和国基本法の第1条にきわめて似たものとなっているが、ほかの規定はほとんどが人権と基本的自由の保護のための条約に基づいたものとなっている。
- 第2編は自由、個人情報、婚姻、思想、表現、集会、教育、職業、財産、難民庇護についてうたっている[疑問点 – ノート]。
- 第3編は平等、性的指向、障害を理由とするものも含めたすべての差別禁止、子どもと高齢者の権利についてうたっている。
- 第4編は平等な労働条件、不当解雇からの保護、社会保障、医療、最低限の生活を保証する生活保護、住宅扶助を受ける権利などの社会的権利と労働者の権利についてうたっている。
- 第5編は欧州議会の選挙での投票や欧州連合域内における移動といった、欧州連合の市民の権利についてうたっている。また適正な行政を受ける権利、文書を閲覧する権利、欧州議会に請願する権利といった行政に関する権利も含まれている。
- 第6編は効果的な救済、公正な裁判、無罪の推定、法律遵守の原則、罪刑法定主義、不遡及の原則、一事不再理の原則といった、司法に関する権利をうたっている。
- 第7編は憲章の解釈と適用について定めている。

## 詩的作品
欧州連合は市民が自らの権利をより認識できるように憲章の注目度を上げようとしており、全ての欧州連合の言語で書かれた憲章のミニブックを出版するなどした。
また欧州基本権機関は、憲章を音楽、ダンス、マルチメディアなどを伴った80分にわたる叙事詩を募集した。この叙事詩は権利に対する認識を向上することや憲章をわかりやすくすることが狙いとなっている。